# Święta Rodzina ze św. Elżbietą i małym św. Janem (obraz Rafaela)
Święta Rodzina ze św. Elżbietą i małym św. Janem (wł. Sacra Famiglia con sant'Anna e san Giovannino), także La Perla − obraz włoskiego malarza epoki renesansu Rafaela Santi, przedstawiający Świętą Rodzinę ze św. Elżbietą i małym św. Janem Chrzcicielem.
Obraz, wielkości 144 na 115 cm, znajduje się w zbiorach muzeum Prado w Madrycie.

## Historia
Dzieło może być zidentyfikowane z obrazem, który Giorgio Vasari wiąże z rodem Canossa, sprzedanym kard. Ludovico d’Este. Purpurat ofiarował je hrabinie Santafiora Caterinie Nobili Sforza. Szlachcianka przekazała obraz księciu Mantui i Monferrato Wincentemu I Gonzadze w zamian za tytuł markizy, wyceniony na 50 tys. skudów. Według innej hipotezy Gonzaga miał go otrzymać od rodu Canossa w zamian za dobra feudalne w Cagliano w Monferrato. Świętą Rodzinę otrzymał w 1627 król Karol I Stuart. Po jego ścięciu Oliver Cromwell kazał sprzedać ją na aukcji. Została zakupiona przez Filipa IV Habsburga. Ze względu na piękno dzieła, Filip uważał obraz za perłę swojej kolekcji, stąd druga nazwa obrazu La Perla. W latach 1813–1815 Święta Rodzina znajdowała się we Francji, gdzie przywiózł ją Józef Bonaparte. W Galleria Estense w Modenie znajduje się fragment wersji dzieła, nazywany Perłą z Modeny (wł. Perla di Modena).

## Opis
Na pierwszym planie Rafael przedstawił grupę czterech osób: Maryję, św. Elżbietę, Dzieciątko i małego Jana Chrzciciela. Mały Jezus stąpa po żłobie wypełnionym jaśniejącymi prześcieradłami i poduszkami, podobnie jak na obrazie Święta Rodzina pod dębem, również znajdującym się w kolekcji Prado. Tłem sceny jest ciemny las. Po lewej stronie ledwie zauważalny św. Józef, znajdujący się w namiocie.